# ヴェンゼル・クルンプホルツ
ヴェンゼル・クルンプホルツ（Wenzel Krumpholz または Václav Krumpholz, 1750年 - 1817年5月2日）は、チェコのマンドリン奏者、ヴァイオリニスト。幼少期よりマンドリンを学び、この楽器の有数の奏者となった。後年、ヴァイオリンもものにして、1796年にはウィーンの宮廷楽団でファーストヴァイオリンを務めた。

## 生涯
クルンプホルツはプラハに程近いズロニツェに生まれた。パリで育ちフランスの連帯で軍楽隊長を務めていた父より音楽の手ほどきを受ける。兄のヤン・クシチテル・クルンプホルツも著名な音楽家であり、優れたハープ奏者兼作曲家であった。
音楽史家のフィリップ・J・ボーンによると、クルンプホルツはベートーヴェンと硬い友情で結ばれていたという。ボーンは著書『ギターとマンドリン』（The Guitar and Mandolin）で次のように述べている。「（クルンプホルツの名は）ベートーヴェンとの親密な関係により永遠に記憶される。彼はクルンプホルツが大のお気に入りで、かつてはふざけて彼のことを『我がお馬鹿さん』（mein Narr）と呼んでいたのだ。」
また、音楽を生業とする者であれば語らねばならないベートーヴェンとクルンプホルツとの友情として、以下の話が紹介されている。フェルディナント・リースが伝えるところによると、クルンプホルツはウィーンにおいてベートーヴェンにヴァイオリンの指導を行っており、マンドリンも教えたであろうことはまず間違いないという。カール・チェルニーが自伝書で仕えているのは、彼をベートーヴェンに紹介したのはクルンプホルツであったということ、そしてクルンプホルツはベートーヴェンの才能にいち早く気付いたうちの1人であり、他の者にそれを熱心に説いて回ったということである。
ボーンはクルンプホルツがベートーヴェンにしばしばマンドリンを弾いてきかせていたとした上で、それによってベートーヴェンがマンドリンのための音楽を書いたと指摘している。ボーンはベートーヴェンの一部の音楽のスケッチが書き込まれている「Skizzenbook」を購入したドメニコ・アルタリアによる研究を引いている。アルタリアは自らの「Aittographische Skizze」でベートーヴェンがクルンプホルツのためにマンドリンとピアノのためのソナタを作曲しようとしていたと述べている。この作品はベートーヴェンの手帳に書き留められており、ライプツィヒのブライトコプフ・ウント・ヘルテル社によって初めて世に出されたものである。
クルンプホルツはウィーンに没した。彼の死後、ベートーヴェンはシラーの『ヴィルヘルム・テル』を基に男声三声のための『僧侶の歌』（Gesang der Mönche） WoO.104を作曲し「我らのクルンプホルツの突然で思いも寄らぬ死に寄せて」とした。クルンプホルツ自身の楽曲は2作品が出版されたに過ぎない。
門弟にはブノワ・ジョゼフ・ポレがいる。ポレはヴェンゼルの兄であるヤン・クシチテルの下でハープも学んでいた。